# Bouchy-Saint-Genest
Bouchy-Saint-Genest  là một xã thuộc tỉnh Marne trong vùng Grand Est đông nam nước Pháp. Xã nằm ở khu vực có độ cao trung bình 84 mét trên mực nước biển.
Sông Aubetin chảy theo hướng tây bắc qua phía nam xã và tạo thành ranh giới phía đông.